# Toni Collette

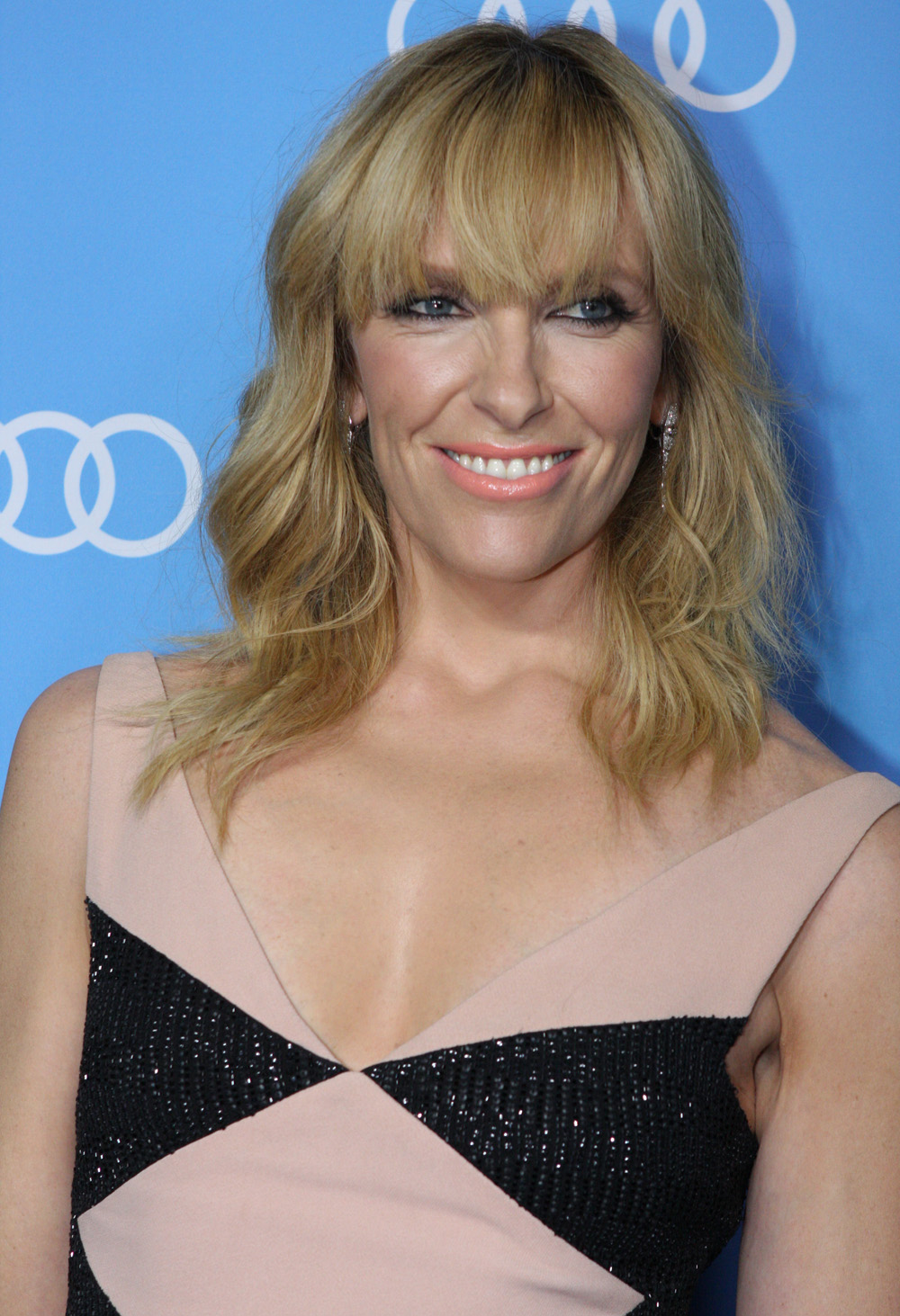
Toni Collette (2013)

Toni Collette (* 1. November 1972 in Sydney, New South Wales) ist eine australische Schauspielerin und Filmproduzentin. Die Golden-Globe- und Emmy-Preisträgerin war für ihre Rolle in The Sixth Sense (1999) für den Oscar in der Kategorie Beste Nebendarstellerin nominiert.

## Leben und Karriere
Toni Collette ist Absolventin des National Institute of Dramatic Art.
Collette schaffte ihren Durchbruch als Muriel in der australischen Komödie Muriels Hochzeit (1994), für die sie mit dem australischen Filmpreis ausgezeichnet und 1996 für einen Golden Globe nominiert wurde. Der Erfolg des Films in den Vereinigten Staaten machte auch Hollywood auf sie aufmerksam, und sie erhielt erste Rollen. Sie begann, am Broadway Theater zu spielen, wofür sie einige Tony-Award-Nominierungen erhielt. Eine ihrer bekanntesten Filmrollen ist die der Mutter der Hauptfigur Cole (Haley Joel Osment) im Thriller The Sixth Sense, für die sie 2000 als Beste Nebendarstellerin für einen Oscar nominiert war. Bei den Golden Globes 2007 war sie gleich zweimal nominiert, nämlich für den Fernseh-Zweiteiler Tsunami – Die Killerwelle als auch für die Kinokomödie Little Miss Sunshine (beide 2006). 2007 wurde sie in die Wettbewerbsjury der 60. Filmfestspiele von Cannes berufen. Von 2009 bis 2011 war sie als Hauptdarstellerin in der von Diablo Cody entwickelten Showtime-Serie Taras Welten zu sehen. Die Rolle einer unter dissoziativer Identitätsstörung leidenden Frau brachte ihr einen Emmy, einen Golden Globe sowie weitere Preise und Nominierungen ein. Für die 2019 veröffentlichte Netflix-Miniserie Unbelievable wurde sie bei den Golden Globe Awards 2020 als beste Nebendarstellerin nominiert.
Mit ihrer Band Toni Collette & the Finish trat Collette am 7. Juli 2007 auf dem Live-Earth-Konzert in Sydney auf und sang das Lied Children of the Revolution.
Ab dem 11. Januar 2003 war Collette mit Dave Galafassi verheiratet, von dem sie sich 2022 scheiden ließ. Mit ihm hat sie eine Tochter (* 2008) und einen Sohn (* 2011).

## Filmografie (Auswahl)
- 1992: Spotswood
- 1994: Muriels Hochzeit (Muriel’s Wedding)
- 1996: Emma
- 1996: Der Zufallslover (The Pallbearer)
- 1996: Cosi
- 1997: Clockwatchers
- 1997: Diana & ich (Diana & Me)
- 1998: Velvet Goldmine
- 1999: 8 ½ Women
- 1999: The Sixth Sense
- 2000: Shaft – Noch Fragen? (Shaft)
- 2000: Hotel Splendide
- 2000: Der Zauberpudding (The Magic Pudding, Stimme)
- 2001: Dinner with Friends
- 2002: About a Boy oder: Der Tag der toten Ente (About a Boy)
- 2002: Dirty Deeds
- 2002: The Hours – Von Ewigkeit zu Ewigkeit (The Hours)
- 2002: Spurwechsel (Changing Lanes)
- 2003: Japanese Story
- 2004: The Last Shot – Die letzte Klappe (The Last Shot)
- 2004: Connie und Carla (Connie and Carla)
- 2005: In den Schuhen meiner Schwester (In Her Shoes)
- 2006: Little Miss Sunshine
- 2006: Tsunami – Die Killerwelle (Tsunami: The Aftermath, Miniserie, 2 Folgen)
- 2006: Dead Girl (The Dead Girl)
- 2006: The Night Listener – Der nächtliche Lauscher (The Night Listener)
- 2006: Like Minds – Verwandte Seelen (Like Minds)
- 2007: Spuren eines Lebens (Evening)
- 2007: Unverblümt – Nichts ist privat (Towelhead)
- 2008: Hey, Hey, It’s Esther Blueberger
- 2008: The Black Balloon
- 2009: Mary & Max – oder: Schrumpfen Schafe, wenn es regnet? (Mary & Max, Stimme)
- 2009–2011: Taras Welten (United States of Tara, Fernsehserie, 36 Folgen)
- 2011: Fright Night
- 2012: Hitchcock
- 2012: Jesus Henry Christ
- 2013: Ganz weit hinten (The Way, Way Back)
- 2013: Lucky Them – Auf der Suche nach Matthew Smith (Lucky Them)
- 2013: Genug gesagt (Enough Said)
- 2013–2014: Hostages (Fernsehserie, 15 Folgen)
- 2014: A Long Way Down
- 2014: Hectors Reise oder die Suche nach dem Glück (Hector and the Search for Happiness)
- 2014: Die Boxtrolls (The Boxtrolls, Stimme)
- 2014: Glassland
- 2015: Im Himmel trägt man hohe Schuhe (Miss You Already)
- 2015: Krampus
- 2016: Imperium
- 2017: xXx: Die Rückkehr des Xander Cage (xXx: Return of Xander Cage)
- 2017: The Yellow Birds
- 2017: Unlocked
- 2017: Madame
- 2017: Please Stand By
- 2018: Herzen schlagen laut (Hearts Beat Loud)
- 2018: Hereditary – Das Vermächtnis (Hereditary)
- 2018: Wanderlust (Miniserie, 6 Folgen)
- 2018: Birthmarked
- 2019: Die Kunst des toten Mannes (Velvet Buzzsaw)
- 2019: Knives Out – Mord ist Familiensache (Knives Out)
- 2019: Unbelievable (Miniserie, 7 Folgen)
- 2020: I’m Thinking of Ending Things
- 2020: Dream Horse
- 2021: Stowaway – Blinder Passagier (Stowaway)
- 2021: Nightmare Alley
- 2022: Ein Teil von ihr (Pieces of Her, Miniserie, 8 Folgen)
- 2022: The Staircase (Miniserie, 8 Folgen)
- 2022: The Estate – Erben leicht verkackt (The Estate)
- 2023: Die Gabe (The Power, Miniserie, 7 Folgen)
- 2023: Mafia Mamma
- 2024: Juror #2
- 2025: Mickey 17

## Auszeichnungen und Nominierungen
Oscar
- 2000: Nominierung in der Kategorie Beste Nebendarstellerin für The Sixth Sense

Golden Globe Award
- 1996: Nominierung in der Kategorie Beste Hauptdarstellerin – Komödie oder Musical für Muriels Hochzeit
- 2007: Nominierung in der Kategorie Beste Hauptdarstellerin – Komödie oder Musical für Little Miss Sunshine
- 2007: Nominierung in der Kategorie Beste Nebendarstellerin – Serie, Mini-Serie oder TV-Film für Tsunami – Die Killerwelle
- 2010: Auszeichnung in der Kategorie Beste Serien-Hauptdarstellerin – Komödie oder Musical für Taras Welten
- 2011: Nominierung in der Kategorie Beste Serien-Hauptdarstellerin – Komödie oder Musical für Taras Welten
- 2020: Nominierung in der Kategorie Beste Nebendarstellerin – Serie, Miniserie oder Fernsehfilm für Unbelievable

Primetime Emmy Award
- 2007: Nominierung in der Kategorie Beste Nebendarstellerin in einer Miniserie oder einem Fernsehfilm für Tsunami – Die Killerwelle
- 2009: Auszeichnung in der Kategorie Beste Hauptdarstellerin in einer Comedyserie für Taras Welten
- 2010: Nominierung in der Kategorie Beste Hauptdarstellerin in einer Comedyserie für Taras Welten
- 2022: Nominierung in der Kategorie Beste Hauptdarstellerin in einer Miniserie oder einem Fernsehfilm für The Staircase - Tod auf der Treppe

Screen Actors Guild Award
- 2003: Nominierung in der Kategorie Bestes Schauspielensemble für The Hours – Von Ewigkeit zu Ewigkeit
- 2007: Auszeichnung in der Kategorie Bestes Schauspielensemble für Little Miss Sunshine
- 2010: Nominierung in der Kategorie Beste Darstellerin in einer Comedyserie für Taras Welten

British Academy Film Award
- 2003: Nominierung in der Kategorie Beste Nebendarstellerin für About a Boy oder: Der Tag der toten Ente
- 2007: Nominierung in der Kategorie Beste Nebendarstellerin für Little Miss Sunshine

Critics’ Choice Movie Award
- 2003: Nominierung in der Kategorie Bestes Schauspielensemble für The Hours – Von Ewigkeit zu Ewigkeit
- 2019: Nominierung in der Kategorie Beste Hauptdarstellerin für Hereditary – Das Vermächtnis

Tony Awards
- 2000: Nominierung in der Kategorie Beste Darstellerin (Musical) für The Wild Party